# Angus Maddison
 (avril 2018).
Si vous disposez d'ouvrages ou d'articles de référence ou si vous connaissez des sites web de qualité traitant du thème abordé ici, merci de compléter l'article en donnant les références utiles à sa vérifiabilité et en les liant à la section « Notes et références ».
Pour les articles homonymes, voir Maddison.
Angus Maddison (né le 6 décembre 1926 à Newcastle upon Tyne, mort le 24 avril 2010 à Neuilly-sur-Seine) est un économiste et historien britannique qui fut professeur émérite à l'Université de Groningue. Il est un des auteurs les plus influents dans le domaine de l'analyse historique et comparative de la croissance économique. Ses travaux font référence en matière d'étude chiffrée de transformations de l'économie et des sociétés au cours des révolutions industrielles. Il est l'un des rares économistes à avoir étudié la croissance mondiale par zone géographique sur le très long terme (de l'an 1 à l'année 1998)[réf. nécessaire].

## Biographie
Maddison est né en 1926 à Newcastle (Angleterre). Il étudie à Selwyn College (Cambridge) (1945-1948), McGill (1949-1950), et Johns-Hopkins (1950-51). En 1948-1949, il est pilote de la RAF. Il enseigne à St Andrews (1951-1952), puis rejoint l'OECE, ancêtre de l'OCDE, en 1953. En 1963, il devient directeur adjoint de la division du développement économique. Il quitte l'OCDE peu après, et exerce plusieurs postes de consultant, dont certains pour l'OCDE. Entre 1969 et 1971, il collabore au Centre for International Affairs de Harvard, et devient conseiller économique pour le Ghana et le Pakistan. Il visite également plusieurs pays durant cette période, et s'entretient avec leurs dirigeants, comme au Brésil, en Guinée, en Mongolie, en URSS et au Japon. Cette expérience lui offre une perspective unique, qui lui permet d'évaluer les facteurs qui contribuent à la croissance économique et au bien-être matériel. De 1978 à 1996, il est professeur à l'Université de Groningue, et depuis professeur émérite.
Maddison est un pionnier dans le domaine de la reconstitution de comptes nationaux sur de longues périodes, allant jusqu'à l'an 1. Il combine des méthodes de recherche modernes avec sa propre connaissance de l'histoire économique, en particulier sur la performance des différents pays en matière de PIB par habitant. Ses travaux permettent de comprendre pourquoi et comment certains pays sont devenus riches, tandis que d'autres sont restés pauvres (ou sont retombés dans la pauvreté). Maddison est aujourd'hui reconnu comme le plus grand chercheur du monde dans ce domaine.[réf. nécessaire]
Pendant les vingt dernières années, il s'est particulièrement concentré sur l'élaboration de séries longues de données économiques. Il a par exemple publié en 1998 Chinese Economic Performance in the Long Run, 960-2030 AD, une étude minutieuse de la croissance en Chine sur plus de mille ans. Cette étude, mise à jour en 2007 (cf. site de l'OCDE), a permis un débat historique considérable sur les forces et faiblesses comparées de la Chine et de l'Europe. Par ailleurs, ses estimations sur le revenu par habitant durant l'Empire romain sont considérées comme une avancée considérable dans le domaine de l'historiographie économique.
Maddison s'était installé à Thourotte, en France. Il conservait des liens étroits avec l'Université de Groningue. Il est cofondateur du Groningen Growth and Development Centre (GGDC), un centre de recherche au sein de l'université, consacré à la croissance économique sur le long terme. Les bases de données construites par Maddison et ses élèves ou collègues, qui portent aujourd'hui sur presque tous les pays du monde, constituent une des sources les plus importantes de données pour l'analyse de la croissance et sont utilisées fréquemment par les universitaires et les analystes.
Maddison a reçu le grade de commandeur dans l'Ordre d'Orange-Nassau pour son 80e anniversaire. En octobre 2007, il a reçu un doctorat honoris causa de l'université Hitotsubashi à Tōkyō.
Il meurt le 24 avril 2010, à l'Hôpital américain de Paris (Neuilly-sur-Seine).